# Dettingen am Main

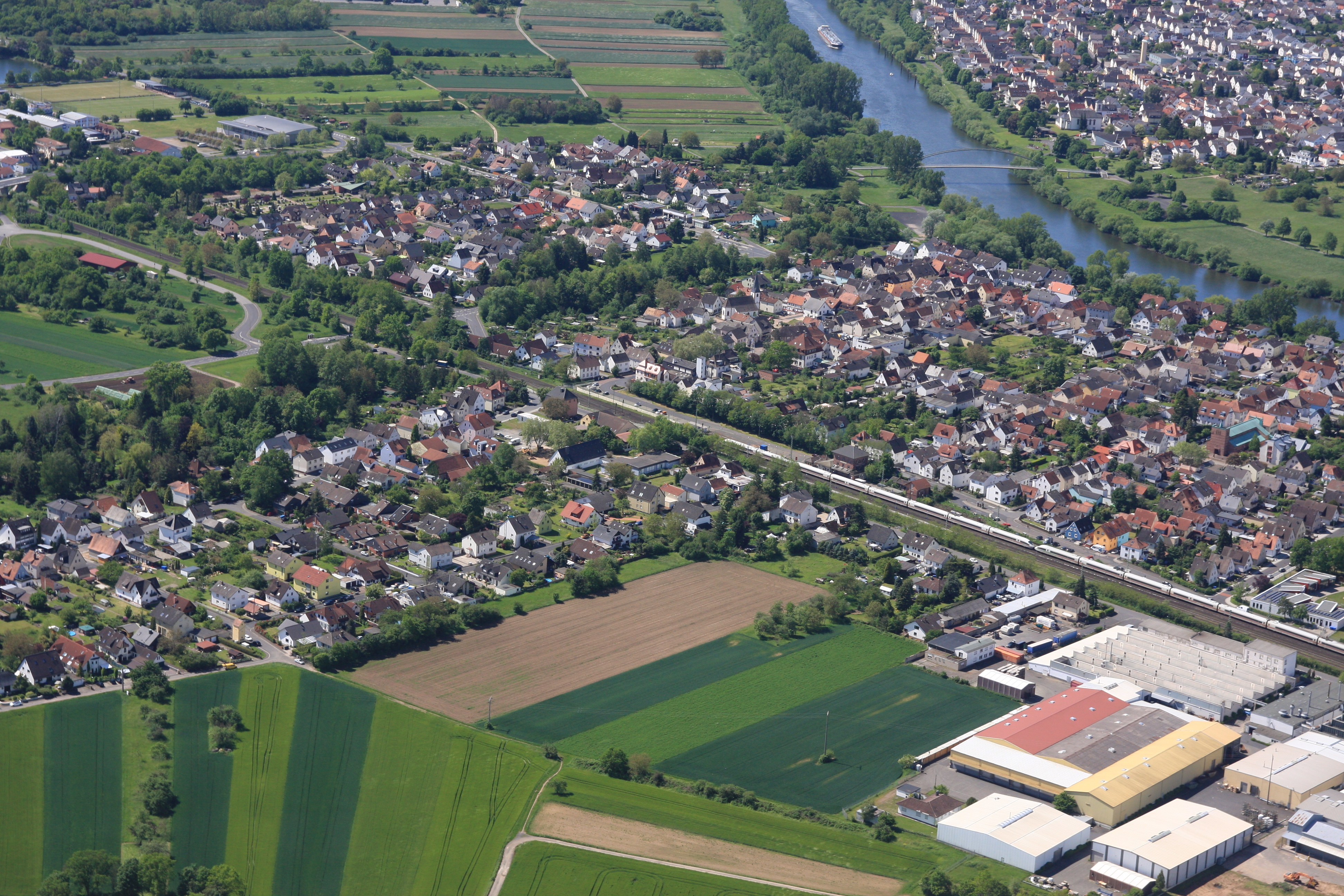
Dettingen von oben, 2021

Dettingen am Main (amtlich Dettingen a. Main) ist ein Gemeindeteil der Gemeinde Karlstein am Main im unterfränkischen Landkreis Aschaffenburg in Bayern.

## Geografie
Das Pfarrdorf Dettingen liegt am Main und hat 4328 Einwohner. Der topographisch höchste Punkt der Dorfgemarkung befindet sich ca. 800 m nordwestlich von Sternberg mit 334 m ü. NHN, der niedrigste liegt im Main auf 101,7 m ü. NHN.

### Nachbargemarkungen
Folgende Gemarkungen grenzen an das Ortsgebiet von Dettingen:
| Großwelzheim                   |                                             | Hörstein    |
|                                | Kompassrose, die auf Nachbargemeinden zeigt | Rückersbach |
| Klein-Welzheim und Mainflingen | Kleinostheim                                |             |

## Name

### Etymologie
Der Name Dettingen verweist auf eine alemannische beziehungsweise vorfränkische Siedlung. Ihm liegt der Personenname Tetto zugrunde, der durch ein -ing-Suffix abgeleitet ist. Der Zusatz am Main unterscheidet Dettingen von weiteren gleichnamigen Orten. Im Volksmund wird der Ort „Deddinge“ genannt.

### Frühere Schreibweisen
Frühere Schreibweisen des Ortes aus diversen historischen Karten und Urkunden:
| - 975 Tettinga - 980 Dettinga - 1184 Tatinowi - 1189 Detingin | - 1248 Detingen - 1300 Dettingen - 1912 Dettingen am Main - 1974 Dettingen |

## Geschichte

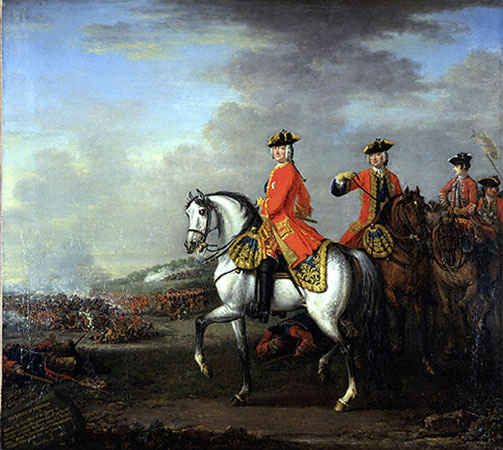
Georg II. in der Schlacht bei Dettingen

Die älteste erhaltene schriftliche Erwähnung des Ortes findet sich in einer Schenkungsurkunde von Kaiser Otto II.
Bekannt wurde der Ort zum einen durch die Schlacht bei Dettingen am 27. Juni 1743 in der die britisch-hannoverische Armee unter dem persönlichen Befehl König Georgs II. von Großbritannien einen Sieg über eine französische Armee errang.
Zum andern benannte Georg Friedrich Händel ein von ihm komponiertes Te Deum zu Ehren des britischen Sieges nach dem Dorf, bei dem die Schlacht stattfand.
Seit 1858 hat Dettingen einen Bahnhof an der zwei Jahre zuvor eröffneten Bahnstrecke Hanau–Aschaffenburg. Die Gemeinde Dettingen am Main gehörte zum Bezirksamt Alzenau, das am 1. Juli 1862 gebildet wurde. Dieses wurde am 1. Januar 1939 zum Landkreis Alzenau in Unterfranken. Mit dessen Auflösung  kam Dettingen am 1. Juli 1972 in den neu gebildeten Landkreis Aschaffenburg.
Die beiden Kirchen des Ortes sind herausragende Baudenkmale. Die ehemalige Wallfahrtskirche St. Hippolyt erhielt ihr heutiges Aussehen im 15. Jahrhundert unter dem Mainzer Erzbischof Diether von Isenburg. Über Jahrhunderte war sie Ziel von Pilgern aus dem gesamten deutschsprachigen Raum. Bei Ausgrabungen wurden Münzen aus Tirol, Luzern und Chur, aus Erfurt, Braunschweig und Batenburg in den Niederlanden gefunden.
Die heutige Pfarrkirche St. Peter und Paul entwarfen Dominikus Böhm und Martin Weber. Der Expressionist Reinhold Ewald stattete sie mit wandfüllenden Fresken zum Kreuzweg und Marienleben aus. Die 1923 erbaute Kirche gilt als erste moderne Kirche in Deutschland.

## Neugliederung
Im Zuge der Gebietsreform in Bayern erfolgte am 1. Juli 1975 der Zusammenschluss von Dettingen am Main mit dem benachbarten Großwelzheim zur Gemeinde Karlstein am Main.

## Infrastruktur
- Staatliche Grundschule mit Mittagsbetreuung, Hausaufgabenhilfe, Schwimmbad und Turnhalle[9].
- Kindertagesstätte „Klabauterschiff“[10]
- Kindertagesstätte „Regenbogenland“[11]
- Katholische Pfarrkirche St. Petrus und Paulus (Baudenkmal)

## Kurioses
Als 1854 das Gleisnetz der Königl. Bayer. Ludwigs-West-Bahn an die Frankfurt-Hanauer Eisenbahn-Gesellschaft, später Hessische Ludwigsbahn angeschlossen wurde, entstand eine direkte Eisenbahnverbindung Würzburg–Frankfurt am Main durch Dettingen.
Damals fanden viele Dettinger Anstellung bei der Bahn; stolz trugen sie ihre „Stehkragenuniform“. Das brachte ihnen von den Nachbarorten den Spitznamen (Ortsnecknamen) „Stehkrääsche“ ein. Der heutige Bahnhof Dettingen (Main) liegt an der Bahnstrecke Frankfurt Süd–Aschaffenburg.